# Jaguaquara (ort)
Jaguaquara är en ort i Brasilien.   Den ligger i kommunen Jaguaquara och delstaten Bahia, i den östra delen av landet, 900 km öster om huvudstaden Brasília. Jaguaquara ligger 675 meter över havet och antalet invånare är 41 498.
Terrängen runt Jaguaquara är platt norrut, men söderut är den kuperad. Terrängen runt Jaguaquara sluttar västerut. Jaguaquara är det största samhället i trakten.
Omgivningarna runt Jaguaquara är huvudsakligen savann. Runt Jaguaquara är det ganska glesbefolkat, med 38 invånare per kvadratkilometer.